# Hiromu Takahashi
 (mai 2016).
Si vous disposez d'ouvrages ou d'articles de référence ou si vous connaissez des sites web de qualité traitant du thème abordé ici, merci de compléter l'article en donnant les références utiles à sa vérifiabilité et en les liant à la section « Notes et références ».
 (septembre 2021).
Hiromu Takahashi (高橋 広夢, Takahashi Hiromu), né le 4 décembre 1989 à Hachiōji, à Tokyo,  est un catcheur japonais principalement connu pour son travail à la New Japan Pro Wrestling.

## Jeunesse
Hiromu Takahashi devient fan de catch en 2002 après avoir vu un combat opposant Masahiro Chōno à Yoshihiro Takayama. Au lycée, il fait partie de l'équipe d'athlétisme.

## Carrière

### New Japan Pro Wrestling (2010–2013)
En 2009, Hiromu Takahashi participe à une session d'entraînement au dojo de la New Japan Pro Wrestling. Il passe divers tests et intègre le dojo pour être formé comme catcheur.

### Consejo Mundial de Lucha Libre (2014–2016)
Le 13 juillet 2014, lui et Okumura perdent contre Delta et Guerrero Maya Jr. et ne remportent pas les CMLL Arena Coliseo Tag Team Championship. Au début de 2015, Kamaitachi a commencé une rivalité avec Dragon Lee. La rivalité a culminé le 20 mars lors de "Homenaje a Dos Leyendas", où Kamaitachi a été défait par Dragon Lee dans un Mask vs. Mask Lucha de Apuestas, enléve son masque et se révèle comme Hiromu Takahashi. Le 15 mai, il perd contre Místico II dans le premier tour du torneo cibernetico of the 2015 Leyenda de Plata Tournament. Le 13 juillet, il perd contre Dragon Lee et ne remporte pas le CMLL World Lightweight Championship.
Le 23 janvier 2016, Takahashi, présenté comme Kamaitachi, fait un retour surprise à la NJPW pendant la tournée Fantastica Mania 2016 en attaquant Dragon Lee et le défiant à un match pour le CMLL World Lightweight Championship. Le lendemain, il bat Dragon Lee et remporte le CMLL World Lightweight Championship. Le 4 mars, il perd son titre contre Dragon Lee.

### Ring of Honor (2016)
Le 30 avril 2016, il fait ses débuts à la ROH et perd contre ACH. Il fait ses débuts en pay-per-view lors de Global Wars (2016) où il fait équipe avec Juice Robinson et battent The All Night Express (Kenny King et Rhett Titus) et Silas Young avec The Beer City Bruiser. Lors de ROH Road To Best In The World 2016 - Tag 1, il perd contre Adam Cole. Lors de Best in the World (2016), il perd contre Kyle O'Reilly puis plus tard dans la soirée, il intervient dans le match entre The Addiction (Christopher Daniels et Frankie Kazarian) et The Motor City Machine Guns (Alex Shelley et Chris Sabin) en attaquant le nouvel arrivé de la NJPW Jay White, permettant à The Addiction de conserver les ROH World Tag Team Championship et il célèbre avec ses derniers après le match, s'alliant avec eux dans le processus. Lors de Death Before Dishonor XIV, il perd contre Donovan Dijak dans un Four Corner Survival Match qui comprenaient également Jay White et Lio Rush et ne remporte pas une chance pour le ROH World Television Championship. Il participe ensuite avec Christopher Daniels et Frankie Kazarian au ROH 6-Man Tag Team Championship Tournament pour déterminer les premiers ROH World Six-Man Tag Team Champions mais ils sont éliminés du tournoi dès le premier tour à la suite de leur défaite contre Team CMLL (Hechicero, Okumura et Último Guerrero).
Lors de RevPro/NJPW/ROH/CMLL War Of The Worlds UK - Tag 1, lui, Bushi, Evil, Sanada et Tetsuya Naitō battent Bullet Club (Cody, Hangman Page, Marty Scurll, Matt Jackson et Nick Jackson). Lors de ROH/NJPW War Of The Worlds 2018 - Tag 3, il perd contre Cody.

### Pro Wrestling Guerrilla (2016)
Lors de PWG Prince, il perd contre Michael Elgin. Le 3 septembre 2016, il retourne à la PWG en tant que participant au Battle of Los Angeles 2016, où il perd face à Trevor Lee dans son match de premier tour.

### Retour à la New Japan Pro Wrestling (2016-...)

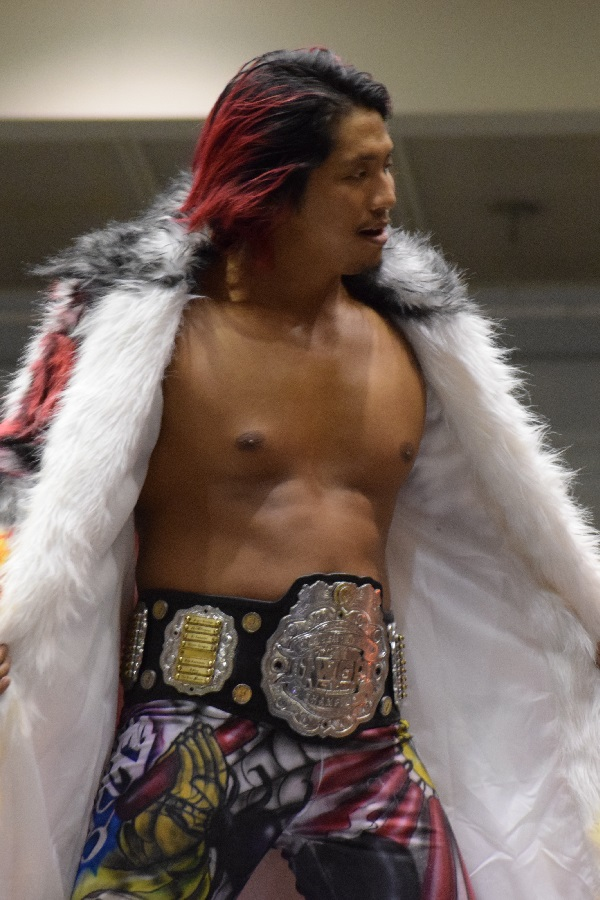
Takahashi en tant que IWGP Junior Heavyweight Champion en Février 2017

Lors de Power Struggle, Hiromu Takahashi revenant à son vrai nom, fait une apparition surprise après la victoire de Kushida sur Bushi pour le IWGP Junior Heavyweight Championship, contestant le nouveau champion à un match de championnat pour Wrestle Kingdom 11. Le 10 décembre, il intervient dans le match entre Hiroshi Tanahashi et Kushida contre Tetsuya Naitō et Rush et aide Naitō et Rush à gagner le match et rejoint le groupe de ces derniers, "Los Ingobernables de Japón". Le 16 décembre, lui et Tetsuya Naitō battent Hiroshi Tanahashi et Kushida. Lors de Wrestle Kingdom 11, il bat Kushida et remporte le IWGP Junior Heavyweight Championship. Lors de The New Beginning in Osaka, il conserve son titre contre Dragon Lee. Lors de 45th anniversary show, il conserve son titre contre Ryusuke Taguchi. Lors de Sakura Genesis 2017, il conserve son titre contre Kushida en 1 minute et 56 secondes. Le 29 avril, il conserve son titre contre Ricochet.

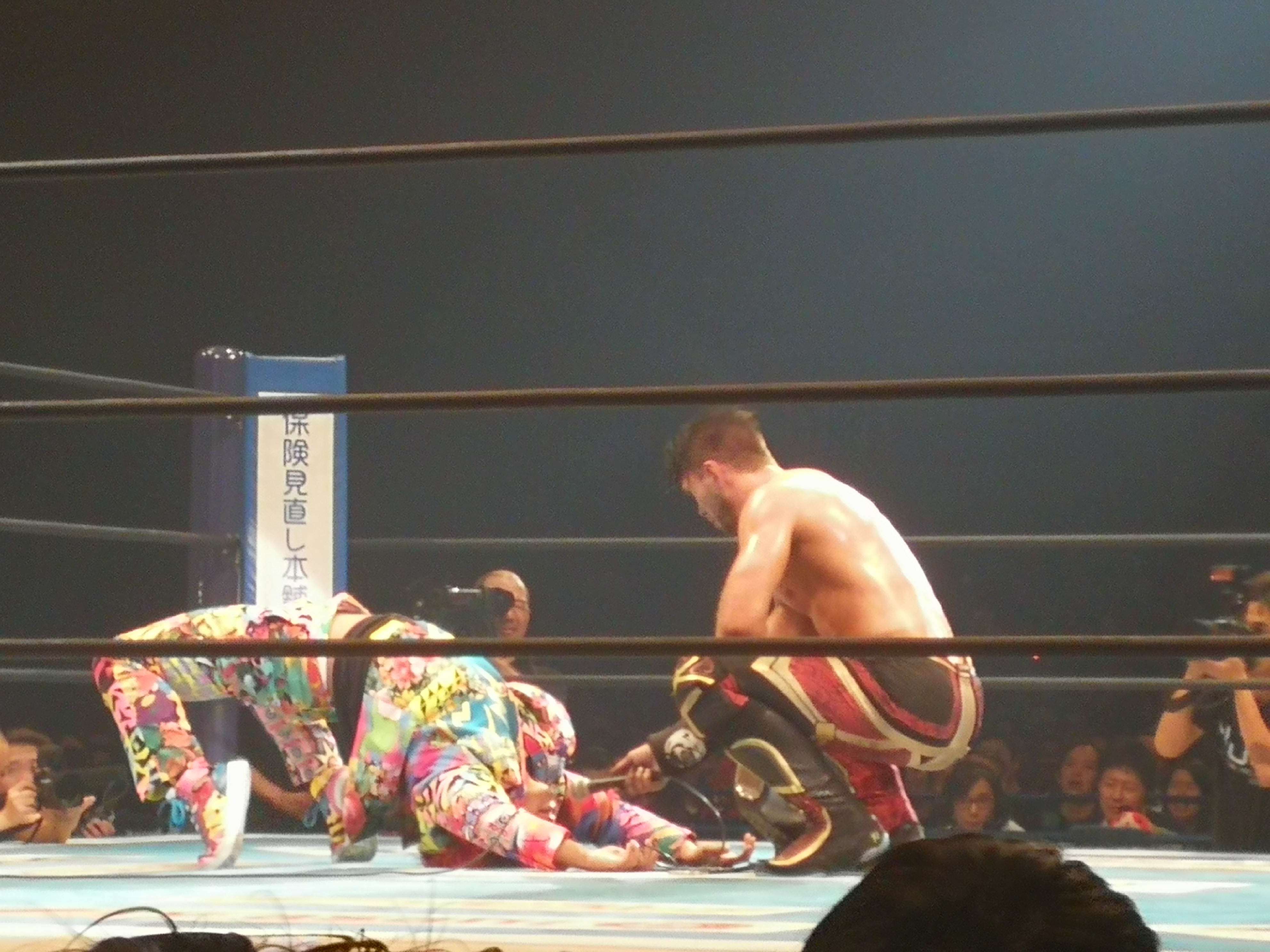
Takahashi (à gauche) revenant d'une sévére blessure à la nuque à Power Struggle (2019), défiant Will Ospreay (à droite) pour le IWGP Junior Heavyweight Championship.

À la fin de l'année 2017, il commence à faire équipe régulièrement avec son coéquipier de Los Ingobernables de Japón, Bushi, dans la division par équipe junior de la NJPW. lui et Bushi participent ensuite au Super Jr. Tag Tournament 2017 ou ils battent Dragon Lee et Titán lors du premier tour. Le 30 octobre, ils perdent en Demi Finale contre les IWGP Junior Heavyweight Tag Team Champions Roppongi 3K (Sho et Yoh) et sont éliminés du tournoi.
Le 23 avril, lui et Bushi perdent contre Suzuki-gun (El Desperado et Yoshinobu Kanemaru) et ne remportent pas les IWGP Junior Heavyweight Tag Team Championship.
En mai 2018, il participe au Best of the Super Juniors 2018 et termine le tournoi avec cinq victoires et deux défaites et réussit à se qualifier pour la finale durant laquelle il bat Taiji Ishimori le 4 juin pour remporter le tournoi. Lors de Dominion 6.9, il bat Will Ospreay et remporte le IWGP Junior Heavyweight Championship pour la deuxième fois. Lors de G-1 Special, il conserve son titre contre Dragon Lee. Au cours du match, il se brise la nuque à la suite d'une Dragonplex de Lee,.

#### Retour de Blessure (2019–...)
Lors de Power Struggle 2019, il effectue son retour de blessure après 18 mois d'absence et défi Will Ospreay pour le IWGP Junior Heavyweight Championship.
En juin, il participe à la New Japan Cup 2020 où il bat au premier tour Tomoaki Honma. Lors du second tour, il bat Toru Yano. En quart de finale, il bat Tomohiro Ishii. Il se fait ensuite éliminer en demi-finale à la suite de sa défaite contre Kazuchika Okada.
Lors de Summer Struggle in Jingu, il perd son titre contre Taiji Ishimori,.
Lors de Wrestle Kingdom 16 In Tokyo Dome - Tag 1, il perd contre El Desperado et ne remporte pas le IWGP Junior Heavyweight Championship.
Lors de Wrestle Kingdom 17 In Yokohama Arena, il bat Hajime Ohara.

## Palmarès
- Consejo Mundial de Lucha Libre
  - 1 fois CMLL World Lightweight Championship

- New Japan Pro Wrestling
  - 5 fois IWGP Junior Heavyweight Championship
  - 1 fois IWGP Tag Team Championship, avec Tetsuya Naitō
  - Best of the Supers Juniors (2018, 2020, 2021, 2022)

## Récompenses des magazines
- Pro Wrestling Illustrated

| Année | 2016 | 2017 | 2018 | 2019       | 2020 | 2021 | 2022 | 2023 | 2024 |
| ----- | ---- | ---- | ---- | ---------- | ---- | ---- | ---- | ---- | ---- |
| Rang  | 269  | 48   | 27   | Non classé | 40   | 52   | 92   | 27   | 46   |

- Wrestling Observer Newsletter

| # | Résultat | Adversaire     | Évènement                                  | Date           | Durée | Lieu                 | Notes                                                                                              |
| - | -------- | -------------- | ------------------------------------------ | -------------- | ----- | -------------------- | -------------------------------------------------------------------------------------------------- |
| 1 | Victoire | Taiji Ishimori | NJPW Best Of The Super Junior XXV - Tag 14 | 4 juin 2018    | 34:01 | Korakuen Hall, Tokyo | En finale du tournoi Best of the Supers Juniors. Ce match obtient la note de cinq étoiles et demi. |
| 2 | Victoire | Will Ospreay   | Wrestle Kingdom 14 In Tokyo Dome - Tag 1   | 4 janvier 2020 | 24:33 | Tokyo Dome, Tokyo    | Le titre de Champion Poids Lourd Junior IWGP d'Ospreay est en jeu (Le match a été noté 5.5).       |